# الفيلق البرمائي الخامس
الفيلق البرمائي الخامس (V Amphibious Corps) ويختصر إلى (VAC)، كان عبارة عن تشكيل من مشاة البحرية الأمريكية يتألف من الفرق البحرية الثالثة والرابعة والخامسة إبان الحرب العالمية الثانية. وكانت الفرق الثلاثة هي قوة الإنزال البرمائية للأسطول الخامس الأمريكي بهدفين هما بهدف، دحر القوات اليابانية من الجزر حتى تتمكن وحدات الانشاءات البحرية الأمريكية من بناء قواعد متقدمة لاستعراض قوة الولايات المتحدة. خلال قيامه بمهمته، شارك الفيلق البرمائي الخامس بشكل ملحوظ في معارك تاراوا وسايبان وإيو جيما. وكان بقيادة الجنرال هولاند سميث تلاه الجنرال هاري شميدت.